# Chrpa žlutokvětá

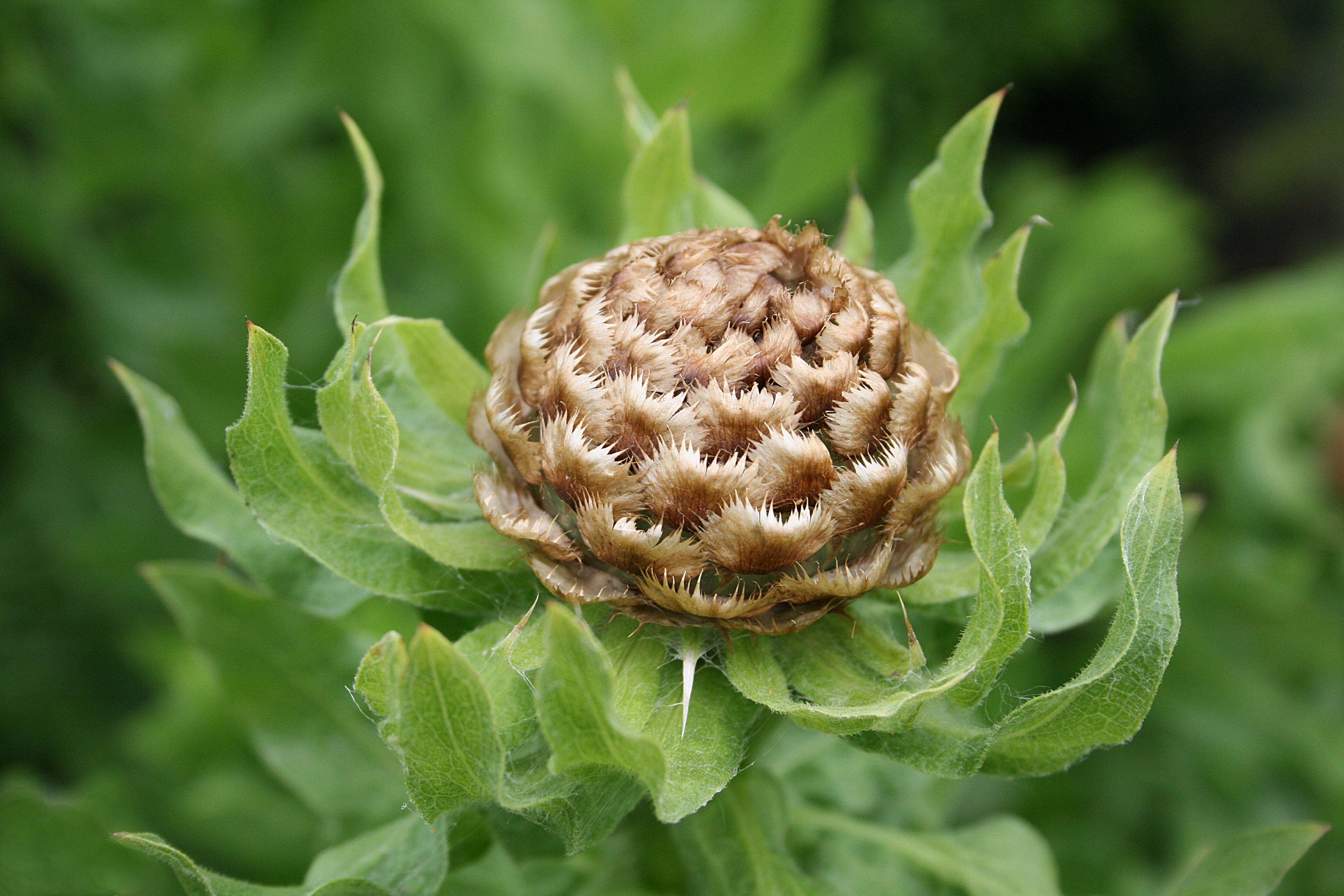
Zákrov nerozvitého úboru

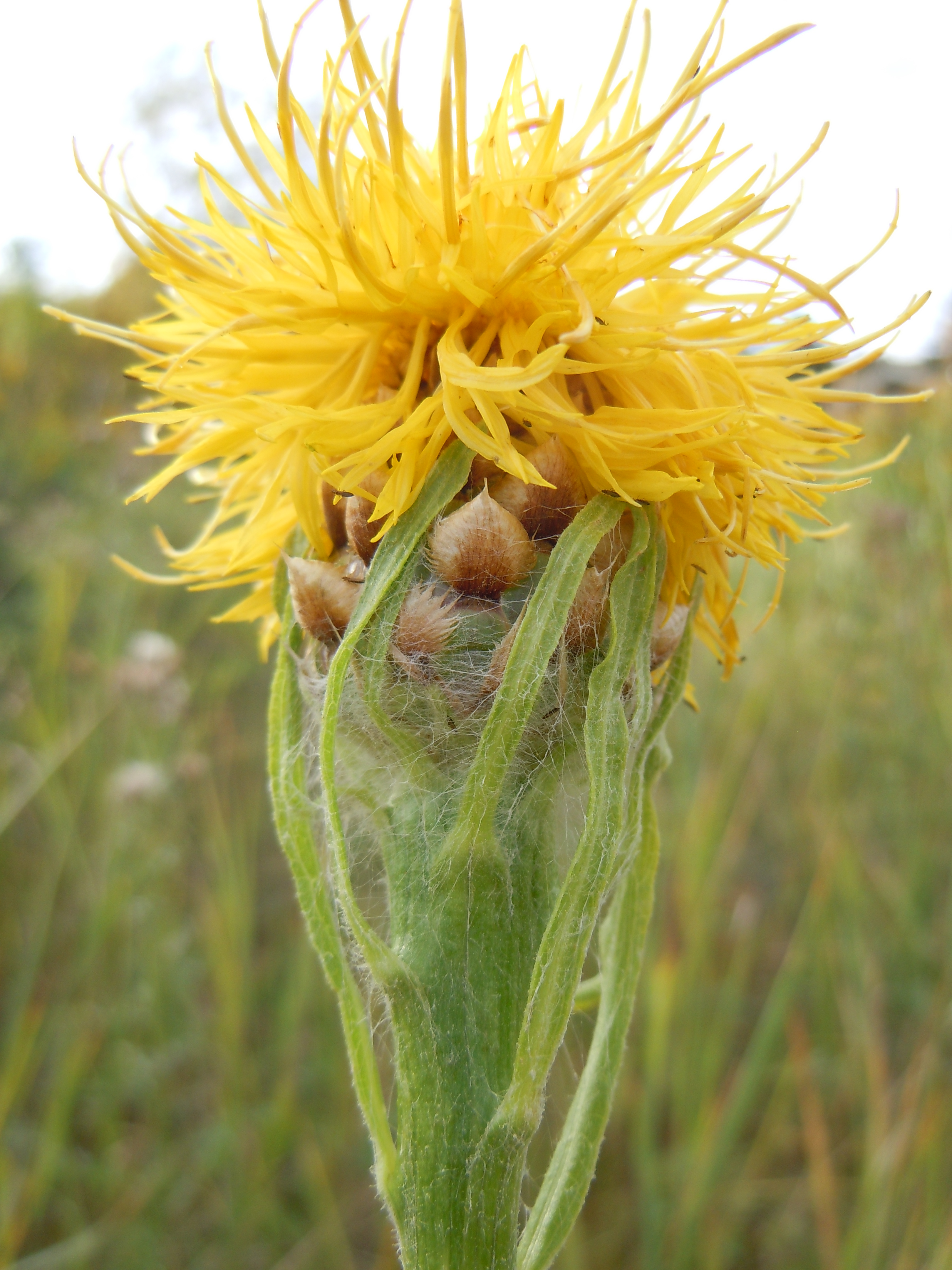
Rozkvetlý úbor

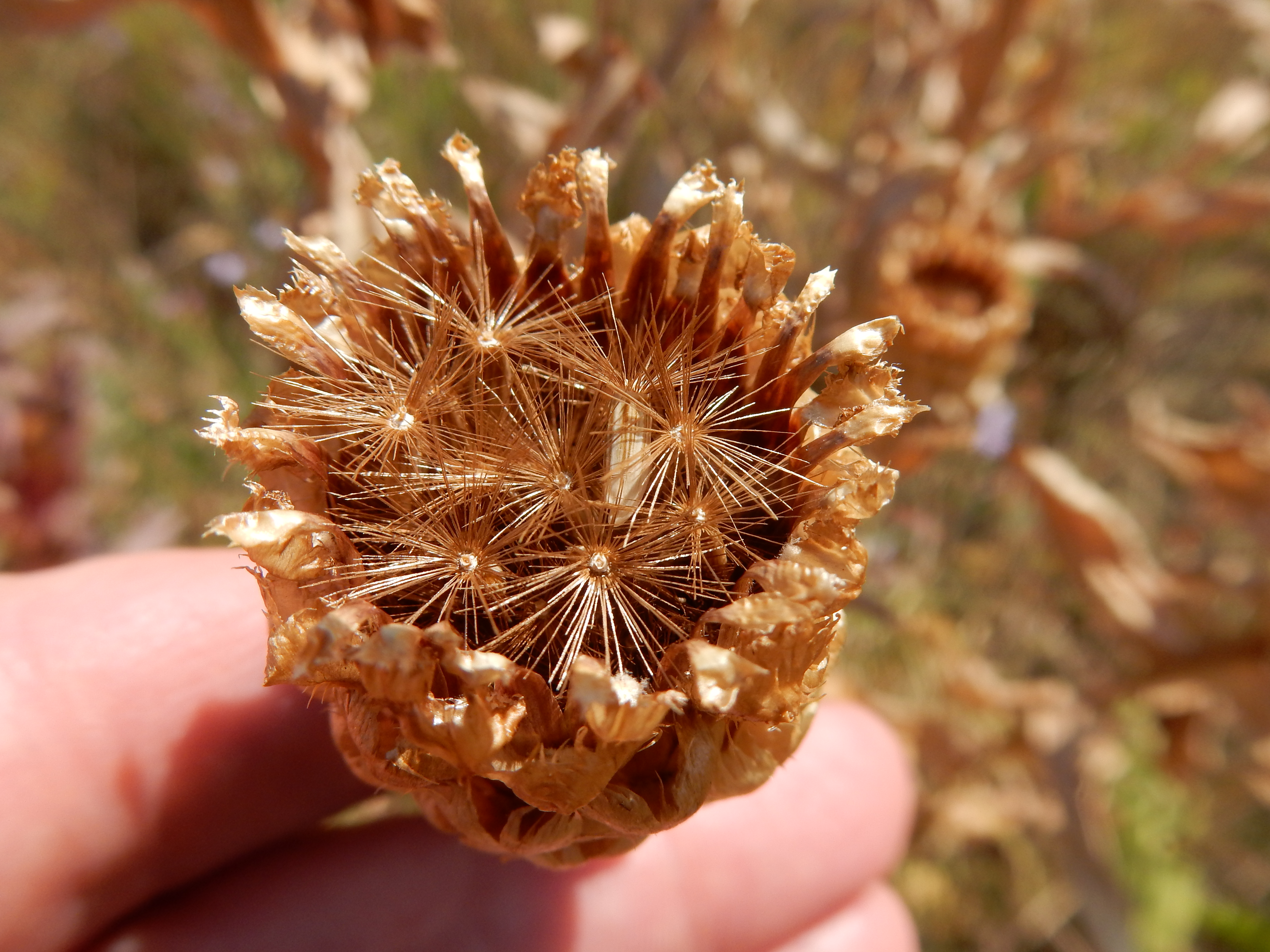
Úbor se zralými nažkami

Chrpa žlutokvětá (Centaurea macrocephala) je vytrvalá, žlutě kvetoucí rostlina vyššího vzrůstu, jedna z téměř 700 druhů hojně rozšířeného rodu chrpa. V přírodě České republiky tato nápadná květina volně neroste, je považována za příležitostně se vyskytující neofyt, který ojediněle uniká ze zahrad. V minulosti byla zařazována do rodu Grossheimia pod názvem Grossheimia macrocephala.

## Výskyt
Bylina pochází ze Zakavkazska (Arménie, Ázerbájdžánu, Gruzie), z přiléhajícího íránského regionu (Íránský Ázerbájdžán) a z oblasti v severovýchodním Turecku (Anatólie). Roste na subalpínských loukách nebo v otevřených horských lesích v různých bylinných společenstvech. Odtud byla jako okrasná a na pěstování nenáročná květina rozšířena do zahrad mnoha zemí Evropy a počátkem 19. století se o její zpopularizování v Severní Americe postaral třetí americký president Thomas Jefferson, když ji vysadil na svou rodinnou zahradu Monticello.
V České republice bývá i přes své atraktivní květenství a jen malou potřebnou péči pěstována v zahradách jen velmi zřídka. Používá se i k řezu, kdy se pro vzhledově zajímavé zákrovy stříhají a suší ještě nerozvité úbory, při sušení s rozvitými žlutými květy dochází k jejich zhnědnutí.

## Ekologie
Přirozená stanoviště chrpy žlutokvěté jsou výše položené louky, často až nad hranicí lesa. Vyskytuje se v nadmořské výšce od 400 po 2000 m n. m. Je hemikryptofytem rašícím obvykle v dubnu a kvetoucí, v závislosti na stanovišti, od června do srpna. Nejlépe roste v hluboké, propustné, hlinité a mírně vlhké půdě na plném slunci. Velmi dobře toleruje sucho, na pH půdy nemá vyhraněné nároky. Je rostlinou mírného podnebného pásu, středoevropské zimy spolehlivě přečkává. Ploidie druhu je 2n = 18.

## Popis
Vytrvalá, trsnatá bylina dorůstající do výše 100 a s květem až 150 cm, s nevětvenými, přímými, pevnými, rýhovanými lodyhami, které bývají velmi hustě olistěné až pod úbory s jasně žlutými květy. Lodyha vyrůstá z kořene s větvenou hlavou a je stejně jako listy obvykle pavučinatě vlnatá a mívá plstnaté chloupky i lepkavé žlázky. Přízemní listy jsou krátce řapíkaté, jejich čepele jsou dlouhé až 25 cm a široké do 10 cm, tvar mají obvejčitý až obkopinatý, po obvodě jsou téměř celistvé a mají stočenou špičku. Lodyžní listy vyrůstají ve spirále, jsou přisedlé, po lodyze sbíhavé a směrem vzhůru se zmenšují.
Na vrcholu lodyhy je 6 až 9 cm velký úbor s mnoha žlutě kvetoucími květy. Polokulovitý, víceřadý zákrov je tvořen hnědými, oválnými, dovnitř zahnutými listeny silně porostlými blanitými, roztřepenými přívěsky. Středové i obvodové květy v úboru mají redukovaný kalich a jasně žlutou, okolo 4 mm velkou, vespod srostlou pěticípou korunu s tenkými niťovitými úkrojky. U oboupohlavných středových květů je koruna trubkovitá a u samčích rostoucích po obvodě je nálevkovitá a nepaprskuje. Ze zbytku kalichu se v době zrání vytváří chmýr až 8 mm velký.
Květy jsou opylovány hmyzem, plod je nažka okolo 7 mm dlouhá s bohatým, o něco málo delším chmýrem. Zralé nažky jsou těžké a nebývají obvykle větrem odnášeny více než na pár metrů. Šířit se do větší vzdálenosti mohou jen za pomoci zvířat, kterým se zamotají do srstí či peří nebo zapadnutím do štěrbin vozidel.

## Rozmnožování
Je trvalkou množící se hlavně semeny (nažkami). Prvým, někdy až druhým rokem, vyrostou z klíčícího semene pouze přízemní listy a teprve v dalším roce květonosná lodyha. Jak rostlina sílí, vyrůstá lodyh více. Nejlépe je vysít semena na chráněné místo a po vyklíčení vzrostlejší semenáče vysadit na trvalé stanoviště v menších skupinkách (ve sponu 3 ks na 1 m²) nebo jako solitéry. Statnou, kvetoucí bylinu lze rozmnožit i jarním rozdělením trsu, což ale vždy nebývá spolehlivá metoda. Sází se na otevřenou, nezastíněnou plochu bez souvislého porostu dřevin, na místa stepního charakteru.

## Invazivita
Na některých územích (severozápad Spojených států amerických, jih Kanady, jihovýchod Austrálie), kde se původně pěstovala v zahradách a parcích jako okrasná trvalka, však našla optimální životní podmínky a nemá přirozených nepřátel. Zplaněla a rozšířila se na tamní pastviny natolik, že v některých oblastech (např. ve státě Washington v USA a provincii Alberta v Kanadě) byla prohlášena za škodlivý invazní plevel s negativním vlivem na současný ekosystém, za rostlinný druh měnící životní prostředí. Je však široce pěstovanou květinou a riziko jejího zavlečení na další území trvá.
V České republice tento druh projevuje velmi nízký invazní potenciál. Zplaňuje jen zcela výjimečně, většina v minulosti zaznamenaných planě rostoucích rostlin pravděpodobně pocházela ze starých zpustlých zahrad. Případ skutečně samovolného růstu chrpy žlutokvěté v české přírodě je zdokumentován v okolí Znojma na jižní Moravě.